# Моніка (ім'я)
Моніка — жіноче ім'я.

## Історія
Походження імені невідоме. Його найдавніше відоме сьогодні підтвердження — це ім'я Святої Моніки, матері святого Августина. Свята Моніка народилася в Нумідії в Північній Африці, але також була громадянином Карфагена, отже, назва може мати пунічне або берберське походження. Його також асоціювали з грецьким словом monos, що означає «самотній». Попри те, що етимологічно не пов'язані між собою, «Моніка» також була латинським ім'ям, що походить від дієслова monere, що означає «радити».
Одним із перших випадків появи імені в сучасній літературі є героїня Моніки Торн у романі англійського письменника Ентоні Троллопа «Доктор Торн» 1858 року.
Ім'я Моніка поширене в західному світі, а також у Греції, Румунії, Молдові та на Кіпрі. У США популярність імені досягла піку в 1977 році, коли це було 39-е за популярністю жіноче ім'я для новонароджених. Відтоді популярність спадала: у 1990 році ім'я було 76-м за популярністю, а у 2010 році — 363-м.

## Іменини
За католицьким календарем: 4 травня, 7 травня, 21 травня, 15 червня, 27 серпня, 6 жовтня.

## Відомі носійки
- Моніка Аксаміт (нар. 1990), американська фехтувальниця
- Моніка Алдама, американська тренерка черлідингу
- Моніка Алі (нар. 1967), британська письменниця
- Моніка Арнольд (нар. 1980), американська співачка, професійно відома як «Моніка»
- Моніка Аспелунд (нар. 1946), фінська співачка
- Моніка Бандіні (1964—2021), італійська велосипедистка
- Моніка Беллуччі (нар. 1964), італійська акторка
- Моніка Белтран (нар. 1985), американська солдатка
- Моніка Бірвіньо (нар. 1990), угандійська акторка
- Моніка Брант (нар. 1970), американська фітнес-персона та модель
- Моніка Коул (1922—1994), англійська географки
- Моніка Круз (нар. 1977), іспанська акторка
- Моніка Діккенс (1915—1992), британська авторка книг для дорослих та дітей
- Моніка Едвардс (1912—1998), британська дитяча письменниця
- Моніка Еванс (нар. 1940), британська акторка
- Моніка Фалчоні (нар. 1968), уругвайська стрибунка в довжину і потрійний
- Моніка Гудлінг (нар. 1973), американська політична діячка, колишня директор у справах громадськості Міністерства юстиції США
- Моніка Хікманн Алвес (нар. 1987), бразильська футболістка
- Моніка Де Дженнаро (нар. 1987), італійська волейболістка
- Моніка Хоран (нар. 1963), американська акторка
- Моніка Гіппонська (322—387), нумідійська свята, мати святого Августина
- Моніка Іоцці (нар. 1981), бразильська акторка та репортерка
- Моніка Кіна (нар. 1979), американська акторка
- Моніка Кройтер (нар. 1967), венесуельська хімікиня та професорка
- Моніка Левінскі (нар. 1973), колишня практикантка Білого дому, фігурантка скандалу Клінтон — Левінскі
- Моніка Ліерхаус (нар. 1970), німецька спортивна журналістка та телеведуча
- Моніка Лопес (політик), аргентинська політична діячка
- Моніка Маковей, румунська політична діячка
- Моніка Мернан (нар. 1966), американська політична діячка
- Моніка Найсен (пом. 1626), японська римо-католицька мучениця, беатифікована в 1867 році
- Моніка Наранхо (нар. 1974), іспанська співачка
- Моніка фон Нойман, американська світська левиця
- Моніка Нікулеску (1987), румунська тенісистка
- Моніка Понт (нар. 1969), іспанська бігунка на довгі дистанції
- Моніка Поттер (нар. 1971), американська акторка
- Моніка Реймунд (нар. 1986), американська акторка
- Моніка Регонезі (нар. 1961), чилійська бігунка на довгі дистанції
- Моніка Ріаль, американська акторка озвучування та режисерка ADR
- Моніка Родрігес (нар. 1967), бразильська волейболістка
- Моніка Руванпатірана, поетеса зі Шрі-Ланки
- Моніка Сімпсон, американська правозахисниця
- Моніка Селес (нар. 1973), американсько-сербська тенісистка
- Моніка ВанДірен, американська математикиня
- Моніка Вергара (нар. 1983), мексиканськп футболістеп
- Моніка Вітті (нар. 1931), італійська акторка
- Моніка Юнус (нар. 1979), бангладешсько-російсько-американська оперна співачка
- Моніка Цеттерлунд (1937—2005), шведська співачка та акторка